# 야히아 자브란
야히아 자브란(아랍어: يحيى جبران, Yahya Jabrane, 1991년 6월 18일 ~ )은 모로코의 축구 선수로, 현재 모로코 보톨라의 위다드 AC와 모로코 축구 국가대표팀에서 미드필더로 뛰고 있다.